# Youssef Sofiane
Youssef Sofiane (arabisch يوسف سُفيان, DMG Yūsuf Sufyān; * 8. Juli 1984 in Villefranche-sur-Saône) ist ein französisch-algerischer Fußballspieler.

## Karriere
Über die Jugendteams der US Jassans und des FC Villefranche-Beaujolaias (1996 bis 1998) schaffte es Youssef Sofiane im Jahre 1998 in den Nachwuchsbereich des AJ Auxerre, bei dem er von 2001 bis 2002 auch in unterklassig spielenden C-Mannschaft zum Einsatz kam. Im Juni 2002 unterschrieb er einen Vertrag beim Premier-League-Team West Ham United, wo er von Trainer Glenn Roeder ablösefrei als Perspektivspieler geholt wurde. Sein Ligadebüt gab er erst ein Jahr später, am 9. August 2003 als Einwechselspieler beim 2:1-Sieg über Preston North End, in der Football League Championship. Dies blieb allerdings sein einziges Ligaspiel für West Ham. Vier Tage später bestritt er im League Cup sein erstes Spiel in der Startaufstellung beim 3:1-Sieg über Rushden & Diamonds, wurde aber in der 68. Minute wieder ausgewechselt.
Im Januar 2004 wurde er bis zum Ende der Saison an den französischen Verein OSC Lille ausgeliehen, wo er zu drei Einsätzen kam. Im September 2004 folgte die nächste Leihe, dieses Mal für einen Monat bei Notts County. Dort absolvierte er drei Ligaspiele und erzielte bei der 2:3-Niederlage gegen den AFC Wrexham in der Football League Trophy einen Treffer. Von Januar bis Mai 2005 spielte in den Niederlanden bei Roda Kerkrade auf Leihe, wo er dreimal eingewechselt wurde. Obwohl er für die Saison 2005/06 in den Vorbereitungsspielen im Kader stand, gehörte er später nicht mehr im Profikader und so wurde sein Vertrag im August im gegenseitigen Einvernehmen aufgelöst. Nach Probetrainings bei Milton Keynes Dons und Coventry City, wo er schließlich ohne eine Vertragsunterschrift hin wechselte. Doch nach nur einem einzigen Einsatz in der Liga, musste er im Januar 2006 den Verein verlassen.
Daraufhin nahm ihn der belgische Verein R.A.A. La Louvière unter Vertrag, doch nach sechs Spielen dort, wechselte er nach Ablauf der Saison wieder. Sofiane wechselte in die deutsche Fußball-Regionalliga zu den Sportfreunde Siegen. Am 9. August 2006 (2. Spieltag) bestritt er bei der 0:1-Niederlage gegen den FC Ingolstadt 04 sein Ligadebüt, als er in der 71. Minute eingewechselt wurde. Doch nach nur sechs Einsätze, wurde er am 19. Juli 2007 von seinem Verein fristlos entlassen. Der Verein begründete die Kündigung damit, dass der Spieler seinen Pflichten zuletzt nicht mehr nachgekommen ist. Zur Saison 2007/08 heuerte er beim unterklassigen französischen Klub US Lesquin an. Nach einer Saison kehrte er zum OSC Lille zurück, wo er ein Ligaspiel in der Profimannschaft bestritt, aber auch 20 Spiele und sieben Tore in der Reservemannschaft schoss. Nach zwanzig Spielen und einem Tor in der Saison 2009/10 in Belgien für den RFC Tournai, wechselte in das Land seiner Wurzeln nach Algerien, wo er beim MC Alger spielt. Doch nach nur einer Saison verließ er den Verein und heuerte im Januar 2012 bei ES Sétif an. Doch im Juli 2012 wurde sein auslaufender Vertrag nicht verlängert.
Sofiane spielte für die U-15-, U-16-, U-17- und U-18-Jugendnationalmannschaft Frankreichs.